# Sławomir Giziński
Sławomir Marcin Giziński – polski doktor habilitowany nauk rolniczych, adiunkt w Szkole Głównej Gospodarstwa Wiejskiego w Warszawie, specjalista od rozrodu zwierząt.

## Kariera naukowa
W 2002 roku na Wydziale Medycyny Weterynaryjnej Szkoły Głównej Gospodarstwa Wiejskiego w Warszawie uzyskał stopień doktora nauk weterynaryjnych na podstawie rozprawy pt. Stężenie progesteronu i estradiolu w krwi obwodowej oraz ekspresji ich receptorów i antygenu Ki-67 w nowotworach gruczołu mlekowego u suk, której promotorem był Zdzisław Boryczko. W tym samym roku został zatrudniony na tejże uczelni, a w 2021 roku uzyskał na niej stopień doktora habilitowanego nauk rolniczych w dyscyplinie weterynarii na podstawie pracy pt. Ekspresja receptora prolaktynowego (PRL-R),neprylizyny (NEP) oraz czynnika wzrostuśródbłonka naczyniowego (VEGF) w różnych typach rozrostu gruczołu mlekowegou kotek. Studium porównawcze w aspekcie etiopatogenezy, prognostyki i terapii. Od 2019 pracuje również na Uniwersytecie Rolniczym im. Hugona Kołłątaja w Krakowie.